# Margaree River
Der Margaree River (Abhainn Mhargaraidh) ist ein Fluss auf der Kap-Breton-Insel in Nova Scotia (Kanada). 

## Flusslauf
Der Nordost-Arm des Flusses entspringt an der Wasserscheide der Cape Breton Highlands, während der Südwest-Arm des Margaree River vom Lake Ainslie in nordöstlicher Richtung verläuft.
Beide Arme vereinigen sich zum eigentlichen Margaree River bei Margaree Forks. 
Der Fluss fließt in nördlicher Richtung und mündet bei Margaree Harbour in den Sankt-Lorenz-Golf. 
Der Hauptarm des Flusses hat eine Länge von 15 km.
Das Einzugsgebiet des Margaree River beträgt 1375 km².
Die Sportfischerei von Forellen und Lachs im Margaree River gibt es schon seit 100 Jahren.
Das Angeln ist heutzutage stark reguliert und auf Fliegenfischen und nur im Hauptarm eingeschränkt. 
Die Kiesbänke im oberen Northeast Margaree River (Nordost-Arm) bieten Laichplätze für den Atlantischen Lachs. Seine steilen Flusstäler bieten den Lebensraum von Fichtenmardern und der seltenen Rotzahnspitzmäuse-Art Sorex gaspensis. 
Das Margaree Valley besteht aus einer Kombination von Farmen und Wäldern.
Während des 18. Jahrhunderts siedelten Akadier entlang der Küste nahe der Flussmündung.
Der französische Name des Flusses war St. Marguerite. 
Zu Beginn des 19. Jahrhunderts begannen sich schottische Highlander im Margaree Valley niederzulassen.
Dem Margaree River wurde 1998 der Status eines Canadian Heritage River verliehen.